# Prototeka
Prototeka (Prototheca W.Krüger 1894) – rodzaj zielenic z rodziny Chlorellaceae. Bezzieleniowy, w pewnych warunkach chorobotwórczy.

## Biologia
Organizmy jednokomórkowe. Komórki mniej więcej kuliste lub elipsoidalne do nerkowatych. Nieruchliwe. Zamknięte w ścianie komórkowej zawierającej sporopoleninę, ale bez chityny czy celulozy. Rozmiar zależy od gatunku i warunków troficznych, ale zwykle wynosi ok. 10–20 μm. Nie mają chloroplastów i światło nie ma wpływu na ich wzrost. Mogą tworzyć kolonie o różnym kształcie i formie. Są bezbarwne, z wiekiem ciemniejąc.
W cyklu życiowym wyróżniana jest faza komórek dauer, czyli spoczynkowych, które wykazują mniejszą reaktywność niż komórki przystępujące do rozmnażania. Rozmnażania płciowego nie stwierdzono. Rozmnażanie bezpłciowe polega na przekształcaniu się komórki w zarodnię zawierającą różną liczbę zarodników (aplanospory, endospory, autospory), przez co przypominają owoc morwy. Zarodniki przejmują nie tylko część cytoplazmy, ale też ściany komórkowej komórki macierzystej. Rosnąc wewnątrz komórki macierzystej, powodują jej wzrost, po czym są uwalniane przez pęknięcie w ścianie komórkowej. Przez jakiś czas mogą pozostać połączone, ale zwykle rozpraszają się.
Prototeki są roślinami bezzieleniowymi, zwykle saprotroficznymi. Przyswajają azot Kjeldahla, nie są zdolne do przyswajania azotanów. Typowym cukrem, jaki przyjmują, jest glukoza, ale trawią też bardziej złożone węglowodany. Przyswajają też octan sodu. Do wzrostu potrzebują tiaminy. Są tlenowe. Przypadki fermentacji są słabo opisane. Ochronna rola sporopoleniny sprawia, że potrafią przetrwać pasteryzację czy chlorowanie w procesie uzdatniania wody. Pasażują również przez przewody pokarmowe zwierząt bez strawienia. W wyniku ewolucji utraciły zdolność fotosyntezy, ale zachowały część genów z nią związanych.

## Ekologia
Z reguły ciepłolubne. Występują w różnych siedliskach. Preferują środowisko mokre i bogate w materię organiczną. Żyją w soku wypełniającym rany roślin, tkankach roślinnych (zwłaszcza skórce), porostach, glebie, osadach, odchodach zwierzęcych, infrastrukturze mleczarskiej, wodach powierzchniowych, wodzie wodociągowej, a jednym z ich najważniejszych rezerwuarów są ścieki. Znajdowane są również w przygotowywanych posiłkach dla ludzi (lodach, sałatkach), przy czym podejrzewa się, że trafiają tam z lodem użytym do ich chłodzenia. Pierwsze osobniki tego rodzaju odkryto w żywicy wypełniającej zranione tkanki drzew, ale prototeki prawie nie infekują soku roślinnego, a ich rola patogenna ogranicza się do oportunistycznego rozwoju wśród chorobotwórczych bakterii. Pasożytują natomiast w tkankach kręgowców. Choroby powodowane przez prototeki nazywane są prototekozami. Jedną z najczęstszych prototekoz jest rodzaj zapalenia wymienia. U ludzi do rozwoju choroby najczęściej dochodzi po zakażeniu rany. W jednym z badań obejmujących wody powierzchniowe i gleby w Polsce występowanie prototek stwierdzono w 14,1% prób.

## Systematyka
Osobniki tego rodzaju po raz pierwszy zidentyfikował Friedrich Wilhelm Zopf, badając sok z lipy pozyskany przez Juliusa Kühna. Ostatecznie nowy rodzaj opisał Wilhelm Krüger, analizując kulturę tego mikroorganizmu. Gatunkiem typowym jest Prototheca zopfii Krüger 1894, przy czym jest to lektotyp wybrany ze względu na lepsze zbadanie spośród dwóch gatunków opisanych przez Krügera. Nazwa prototheca ma źródło greckie, oznaczając prymitywne pudło.
Od początku zauważano, że przedstawiciele tego rodzaju są niemal identyczni z przedstawicielami rodzaju Chlorella, z wyjątkiem zdolności do fotosyntezy i jej konsekwencji. Krüger uznał, że jest rodzajem grzyba, zauważając podobieństwo do drożdżaków lub skoczkowców, ale nie zaliczając do żadnej z tych grup. Na początku XX w. pojawiła się teza, że podobieństwo do chlorelli odpowiada rzeczywistemu pokrewieństwu i część biologów uznała prototekę za bezzieleniową zielenicę, a przez następne kilkadziesiąt lat trwał spór między nimi, a zwolennikami tezy, że jest to gatunek drożdżaka lub śluzowca. Od końca XX w. przeważa pierwsza opcja.
W systemie AlgaeBase na początku 2023 r. wyróżniano następujące gatunki:
- Prototheca bovis Jagielski et al.
- Prototheca cerasi Jagielski et al.
- Prototheca ciferrii Negroni & Blaisten
- Prototheca cookeri Jagielski et al.
- Prototheca crieana (Ludwig) R.Ciferri
- Prototheca cutis Satoh & Makimura
- Prototheca fontanea Jagielski & Iskra
- Prototheca kruegeri Pringsheim
- Prototheca lentecrescens Jagielski & Iskra
- Prototheca miyajii Masuda, Hirose, Ishikawa, Ikawa & Nishimura
- Prototheca paracutis Khunthiphun, Endoh, Takashima, Ohkuma, Tanasupawat & Savarajara
- Prototheca pringsheimii Jagielski et al.
- Prototheca richardsii A.Wong & Beebee
- Prototheca segbwema R.R.Davies, H.Spencer & Wakelin
- Prototheca stagnorum W.B.Cooke
- Prototheca trispora (Ciferri, Ashford & Dalmau) Ciferri, Montemartini & O.Ciferri
- Prototheca tumulicola Nagatsuka, Kiyuna, Kigawa & J.Sugiyama
- Prototheca ulmea R.S.Pore
- Prototheca viscosa Pringsheim
- Prototheca vistulensis Jagielski & Iskra
- Prototheca wickerhamii K.Tubaki & M.Soneda
- Prototheca xanthoriae Jagielski et al.
- Prototheca zopfii W.Krüger